# Charly Tabor
Charly Tabor (* 5. Januar 1919  in Wien; † 29. Juli 1999 in Griesstätt bei Wasserburg am Inn) war ein österreichischer Trompeter in den Bereichen des Jazz und der Unterhaltungsmusik.

## Leben und Wirken
Tabor wuchs in Wien auf (sein Vater war Militärmusiker) und lernte während einer Mechanikerlehre Schlagzeug, später Trompete. Er hatte verschiedenen Engagements im In- und Ausland und zog schließlich nach München, wo er im Reginapalast auftrat. Von München aus ging er auf zahlreiche Auslandstourneen mit großen Tanzorchestern, etwa von Bernard Etté oder Will Glahé, aber auch mit Teddy Stauffer. Er spielte zeitweise in Lutz Templins Orchester Jazzmusik und war dann Mitglied in der von Templin geleiteten Band Charlie and His Orchestra, einer zu NS-Propaganda-Zwecken zusammengestellten Bigband, bis er 1941 zum Kriegsdienst eingezogen wurde.  An der russischen Front spielte er von 1941 bis 1944 in Offizierscasinos und Lazaretten.
Nach Ende der NS-Zeit lebte er wieder in München, wo er von den amerikanischen Besatzungstruppen nach ihrem Einmarsch den Auftrag zur Gründung einer neuen Band erhielt, mit der er in den amerikanischen Soldatenclubs in München und Umgebung auftrat. 1947 wirkte er an Aufnahmen von Freddie Brocksiepers Quintett und Orchester mit („Sing, Sing, Sing“); auch spielte er bei Viktor Reschke und bei Horst Winter. In den 1950er Jahren arbeitete Tabor als Angestellter der Münchner Studios und bei Max Greger; als Solotrompeter im Orchester von Bert Kaempfert wirkte er 1959 an dessen Erfolgsnummer „Wunderland bei Nacht“ mit und nahm erneut mit Brocksieper auf („Begin the Beguine“). Tabor, der bis ins hohe Alter musikalisch aktiv blieb, spielte ab den 1960ern in verschiedenen Film- und Unterhaltungsorchestern, wie dem Peter Thomas Sound Orchestra und der Media Band von Harald Banter, wo er übrigens 1966 bei dem für eine Durbridge-Verfilmung entstandenen Titel Melissa auch Bassgitarre spielte.

## Diskographische Hinweise
- Freddie Brocksieper: Drum Boogie (Bear Family Records, 1943–49)
- Freddie Brocksieper: Freddie's Boogie Blues (Bear Family Records, 1955–59)